# Józefów (Krotoszyn)
Pour les articles homonymes, voir Józefów.
Józefów (prononciation : [juˈzɛfuf]) est un village polonais de la gmina de Koźmin Wielkopolski dans le powiat de Krotoszyn de la voïvodie de Grande-Pologne dans le centre-ouest de la Pologne.
Il se situe à environ 9 kilomètres sud-ouest de Koźmin Wielkopolski (siège de la gmina), à 12 kilomètres au nord-est de Krotoszyn (siège du powiat) et à 72 kilomètres au sud-est de Poznań (capitale régionale).

## Histoire
De 1975 à 1998, le village faisait partie du territoire de la voïvodie de Kalisz.

Depuis 1999, Józefów est situé dans la voïvodie de Grande-Pologne.